# Vox Populi (programma televisivo Rai 3)
Vox Populi è un programma televisivo italiano di genere rotocalco, curato da Luca Martera, in onda su Rai 3 alle 20:30, sotto forma di striscia quotidiana, dal 18 giugno 2018 al 2020.

## Il programma
Il programma, senza conduzione in quanto vengono mostrati spezzoni di programmi della Rai, indaga sui cambiamenti della società italiana dagli anni '70 a oggi. In ogni puntata vengono trattati tre temi diversi.

## Storia del programma
La prima edizione del programma è andata in onda dal 18 giugno 2018 al 7 settembre dello stesso anno.
La seconda edizione va in onda dal 24 giugno 2019, in sostituzione del programma Che ci faccio qui. 
A causa delle morti di Andrea Camilleri e di Luciano De Crescenzo, il programma viene sospeso il 17 e il 18 luglio 2019, venendo sostituito, rispettivamente, dalla puntata di Che ci faccio qui in cui venne intervistato Camilleri e da uno speciale dedicato a De Crescenzo.

## La sigla
Nella prima edizione la sigla era la canzone Ma che bella giornata di Ugolino. Per la seconda edizione è stata creata una sigla appositamente per il programma.